# Krawatencross
Das Krawatencross ist ein Cyclocrossrennen. Der Wettbewerb wird jährlich in belgischen Ort Lille ausgetragen.

## Geschichte
Der Cross wurde erstmals 1992 ausgerichtet. Seinen Namen hat das Rennen vom Spitznamen für die Bewohner des Austragungsortes Lille, Krawaten, der auf einen Vorfall mit kroatischen Reitern im 17. Jahrhundert zurückgehen soll.  Von Anfang an zählte das Rennen zur GvA Trofee bzw. deren Nachfolgern. Mit seinem Termin Anfang Februar ist es meistens das vorletzte Rennen dieser Serie. Schauplatz in der Heidelandschaft der Kempen ist ein im Wald gelegener See mit Sandstrand, der normalerweise zu einem Campingplatz gehört.
2004 und 2016 entfiel das Rennen jeweils zugunsten der belgischen Meisterschaft am selben Ort. Diese wurden bei den Männern jeweils von Bart Wellens bzw. Wout van Aert gewonnen und bei den Frauen von Anja Nobus und Sanne Cant.
Rekordsieger bei den Männern ist Sven Nys, der das Rennen sieben Mal gewann. Er teilte sich das Podium zudem mit Adrie van der Poel und dessen Sohn Mathieu bei deren Siegen 1997 bzw. 2015. Rekordsiegerin bei den Frauen ist die aus Lille stammende Sanne Cant mit fünf Erfolgen.

## Siegerliste

### Männer
- 1992:  Peter Willemsens
- 1993:  Paul Herijgers
- 1994:  Paul Herijgers
- 1995:  Paul Herijgers
- 1996:  Erwin Vervecken
- 1997:  Adrie van der Poel
- 1998:  Erwin Vervecken
- 1999:  Bart Wellens
- 2000:  Sven Nys
- 2001:  Sven Nys
- 2002:  Bart Wellens
- 2003:  Arne Daelmans
- 2004: nicht ausgetragen
- 2005:  Sven Nys
- 2006:  Sven Nys
- 2007:  Sven Nys
- 2008:  Niels Albert
- 2009:  Niels Albert
- 2010:  Sven Nys
- 2011:  Kevin Pauwels
- 2012:  Tom Meeusen
- 2013:  Niels Albert
- 2014:  Sven Nys
- 2015:  Mathieu van der Poel
- 2016: nicht ausgetragen
- 2017:  Mathieu van der Poel
- 2018:  Mathieu van der Poel
- 2019:  Mathieu van der Poel
- 2020:  Wout van Aert
- 2021:  Laurens Sweeck
- 2022:  Toon Aerts
- 2023:  Laurens Sweeck
- 2024:  Niels Vandeputte
- 2025:  Laurens Sweeck

### Frauen
- 2003:  Anja Nobus
- 2004: nicht ausgetragen
- 2005:  Anja Nobus
- 2006:  Reza Hormes
- 2007:  Reza Hormes
- 2008:  Daphny van den Brand
- 2009:  Daphny van den Brand
- 2010:  Marianne Vos
- 2011:  Sanne Cant
- 2012:  Marianne Vos
- 2013:  Marianne Vos
- 2014:  Sanne Cant
- 2015:  Sanne Cant
- 2016: nicht ausgetragen
- 2017:  Maud Kaptheijns
- 2018:  Sanne Cant
- 2019:  Sanne Cant
- 2020:  Ceylin del Carmen Alvarado
- 2021:  Ceylin del Carmen Alvarado
- 2022:  Lucinda Brand
- 2023:  Fem van Empel
- 2024:  Fem van Empel
- 2025:  Lucinda Brand